# Gerhart Wiesenhütter

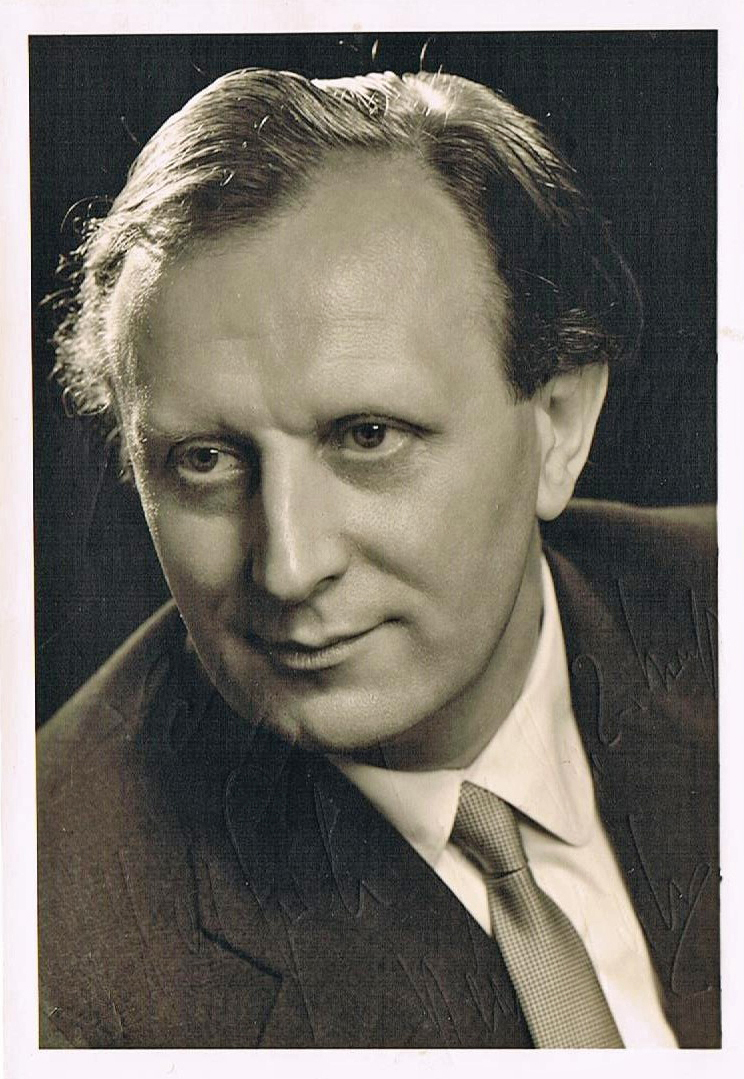
Gerhart Wiesenhütter

Gerhart Wilhelm Robert Wiesenhütter (* 12. August 1912 in Dresden; † 15. September 1978 in Sondershausen) war ein deutscher Dirigent und Organist.

## Leben
Der Sohn des Kaufmanns Robert Wiesenhütter und seiner Ehefrau Margarete, geb. Koch, spielte schon als Schüler vertretungsweise Orgel zu Gottesdiensten. Außerdem war er Mitglied des Kirchenchores der Johanneskirche in Dresden. Von 1928 bis 1934 studierte er Orgel und Dirigieren bei Alfred Kutschbach an der Staatlichen Orchesterschule der Sächsischen Staatskapelle Dresden.
1934 wurde Wiesenhütter Stadtkapellmeister in Glauchau, 1941 Erster Kapellmeister am Stadttheater Saarbrücken und 1942 Erster Kapellmeister des Landessinfonieorchester Westmark Ludwigshafen. 1943 ging er zur Staatskapelle Karlsruhe, bis er 1944 als Bürobote in Niederau dienstverpflichtet wurde. Nach dem Krieg wurde er stellvertretender Bürgermeister in Weinböhla, bis er bereits am 1. Juni 1945 nach Dresden ging und Dirigent der Dresdner Philharmonie wurde. Im November 1945 verlieh man ihm den Titel eines Generalmusikdirektors.

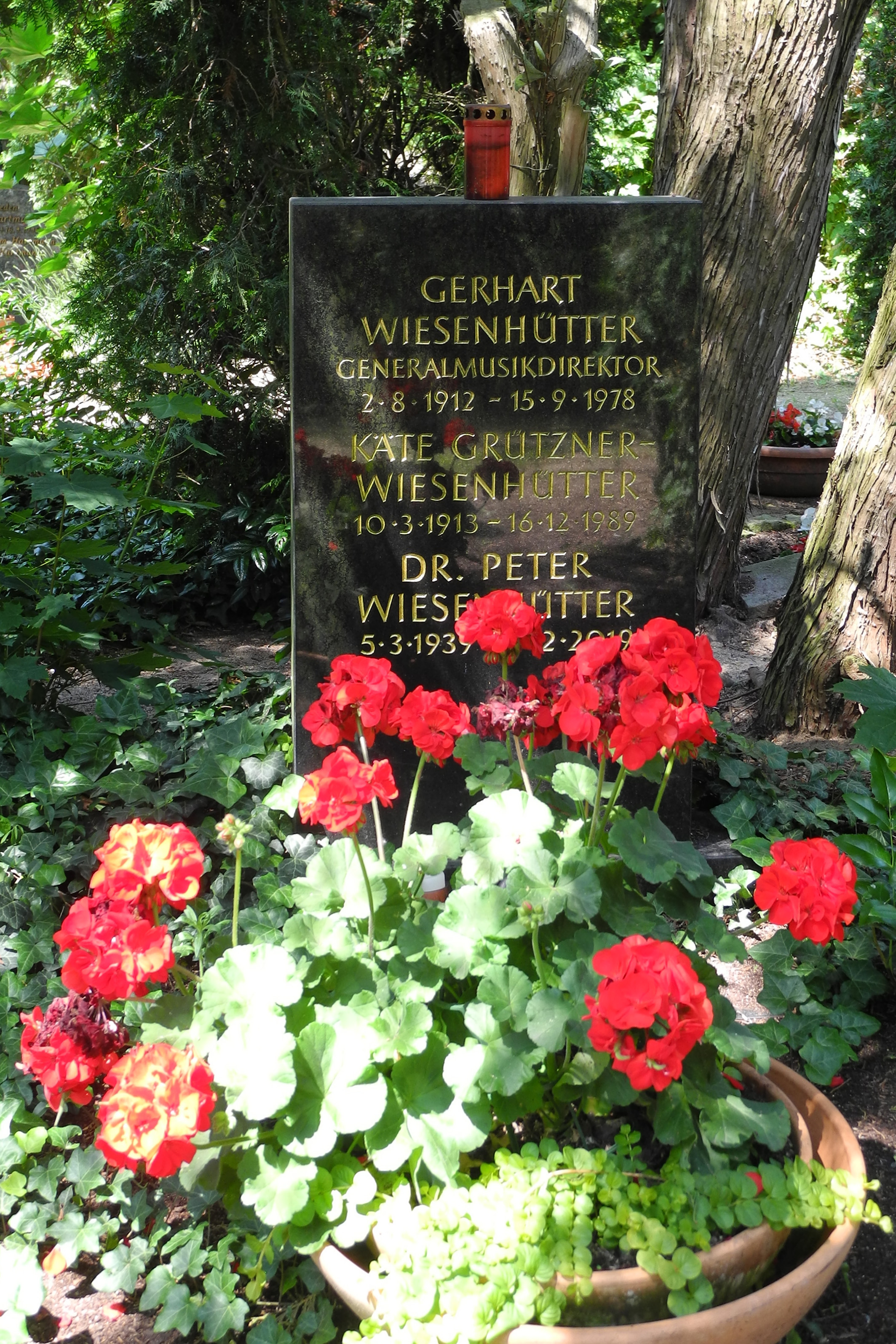
Grab von Gerhart Wiesenhütter in Weinböhla

Mit dem Wiederbeginn des Sendebetriebes nach dem Krieg am 1. Juni 1946 wurde Wiesenhütter musikalischer Oberleiter des Senders Leipzig, zu dem ab dem 1. August 1946 auch das Leipziger Sinfonieorchester gehörte. Wiesenhütter baute recht schnell wieder ein erstklassiges, musikalisch vielseitiges Orchester auf. Das Orchester erlangte innerhalb kürzester Zeit das Niveau eines A-Klasse-Orchesters. Bereits im Herbst 1948 war Wiesenhütter massiven Anfeindungen innerhalb des Rundfunks ausgesetzt. Ihm wurde „parteifeindliches und antisowjetisches Verhalten“ vorgeworfen sowie Schieberei und Vorbereitung seiner Flucht in den Westen. Möglicherweise waren persönliche Ressentiments und Intrigen eines Orchestermitgliedes, über dessen mangelnde Leistungen sich Wiesenhütter beklagte, das Motiv. Der Parteiversammlung, die am 27. September 1948 über seine Person befand, blieb Wiesenhütter wegen einer Verpflichtung beim RIAS-Sinfonie-Orchester Berlin fern. Die SED-Betriebsparteigruppe des Mitteldeutschen Rundfunks fasste den einstimmigen Beschluss, Gerhart Wiesenhütter in Abwesenheit aus der SED auszuschließen. Daraufhin wurde er als Generalmusikdirektor fristlos entlassen.
Es folgte 1948/49 eine Tätigkeit als Generalmusikdirektor am Landestheater Halle und 1955 bis 1957 als musikalischer Oberleiter am Volkstheater Rostock und Metropol-Theater in Berlin. Ab 1958 war Wiesenhütter dann beim Loh-Orchester Sondershausen tätig, bis Ende 1958 als Gastdirigent und bis 1970 als künstlerischer Oberleiter. Während dieser Zeit wirkte er in der Saison 1967/68 als Leiter des ägyptischen Sinfonieorchesters in Kairo. Von 1970 bis 1975 war Wiesenhütter Chefdirigent beim Staatlichen Sinfonieorchester Gotha. Danach war er freischaffend.
Gerhart Wiesenhütter war zweimal verheiratet und hatte aus erster Ehe einen Sohn und eine Tochter sowie aus zweiter Ehe eine Tochter. Seine Grabstelle befindet sich auf dem Friedhof in Weinböhla.

## Auszeichnungen
- 1967: Kunstpreis der DDR